# أليكسا تيرزيتش
أليكسا تيرزيتش (بالسيريلية الصربية: Алекса Терзић) هو لاعب كرة قدم صربي في مركز ظهير ‏، ولد في 17 أغسطس 1999 في بلغراد في صربيا. شارك مع منتخب صربيا تحت 21 سنة لكرة القدم. أما مع النوادي، فقد لعب مع النجم الأحمر بلغراد.

## وصلات خارجية
- أليكسا تيرزيتش على موقع الاتحاد الأوربي (الإنجليزية)
- أليكسا تيرزيتش على موقع قاعدة بيانات كرة القدم.إي يو (الإنجليزية)
- أليكسا تيرزيتش على موقع ناشيونال فوتبول تيمز (الإنجليزية)
- أليكسا تيرزيتش على موقع Soccerway.com (الإنجليزية)
- أليكسا تيرزيتش على موقع عالم كرة القدم.نت (الإنجليزية)